# Eurodance
Eurodance was het opgewekte en commerciële Europese antwoord op de in het clubcircuit van Chicago en Detroit ontstane house- en technorage, begonnen in de jaren '80. Het genre was halverwege de jaren negentig bijzonder populair door vele grote hits, en grote en kleine houseparty's, en werd (mogelijk mede daardoor) in de volksmond minstens zo vaak 'house(muziek)' genoemd, als met de initieel minder bekende term 'eurodance' aangeduid.
De muziek was tevens sterk beïnvloed door de new beat, die eind jaren '80 in België was ontstaan. Eurodance ontstond uiteindelijk door een samensmelting van invloeden uit stijlen als house, rave, new beat, pop, disco, italodisco, freestyle, hiphop en later ook trance. Na de jaren negentig bleef het genre bestaan en past het zich steeds aan bij de heersende trends op dancegebied.

## Geschiedenis
Eurodance ontstond door een mengeling aan stijlen die in de jaren tachtig populair waren. Dat begon eigenlijk al in de jaren zeventig met de disco van producers als Giorgio Moroder en Cerrone die een elektronische variant van disco ontwikkelden. De muziek is puur gericht op dansen en heeft een zuiver hedonistisch karakter. De discoscene hield rond 1980 op te bestaan, maar de invloed werkte in het begin van de jaren tachtig door in de italodisco. In Duitsland brachten in het midden jaren tachtig acts als Modern Talking en Sandra een nieuwer soort dansmuziek. Vanuit het Verenigd Koninkrijk drukten de producers Stock, Aitken & Waterman een belangrijke stempel op de ontwikkeling van de dansmuziek. Ook de opkomst van hiphop uit de Verenigde Staten bleek later van invloed te zijn, evenals de wat speelsere freestyle zoals Lisa Lisa & Cult Jam.
Vanaf 1983 waren de Nederlandse producers Adams & Fleisner actief en succesvol met acts als Digital Emotion (Don't stop / Get up), Video Kids (Woodpeckers from space), X Ray Connection (Replay) en L-Vira (Talking 'bout Rambo).
Toen rond 1988 de housemuziek steeds populairder werd, zagen producers en labels er grote potentie in als deze nieuwe muziekstijl in een radiovriendelijk jasje zou worden gestoken met elementen uit de popmuziek. Een voorbeeld daarvan is het nummer Big fun (1988) van Inner City, dat techno combineert met een toegankelijk geluid. Eenzelfde soort kruisbestuiving tussen house en pop deden de producers van Coldcut met het nummer The only way is up (1988) van Yazz & The Plastic population. Het nummer Pump up the jam (1989) van het Belgische Technotronic wordt vaak genoemd als het eerste echte eurodancenummer. Het nummer groeide uit tot een wereldhit en tal van producers gingen aan de slag om op het succes te kunnen meeliften. Daarin werden allerlei invloeden vanuit de populaire jaren tachtig genres versmolten met het nieuwe dancegeluid. Vanuit de dancescene zelf hadden in die periode hiphouse (Tyree Cooper, Tony Scott) en italohouse (Black Box, 49'ers) de nodige invloed. In 1990 brak het Duitse Snap! door met het nummer The Power. Daarna was het een tijdje minder in trek tot in de zomer van 1992 meerdere eurodanceplaten grote hits werden, zoals Twilight zone (2 Unlimited), It's my life (Dr. Alban) en Please don't go (Double You). Snap! heeft dat jaar in Nederland de bestverkochte single met Rhythm is a dancer. Eurodance werd in die jaren ook gevoed vanuit de ravescene.
Nog veel populairder werd eurodance toen 2 Unlimited een enorme hit had met het nummer No Limit. Daarna schoten nieuwe eurodanceacts als paddenstoelen uit de grond. In de periode 1993 tot 1996 stonden de hitlijsten vol met eurodanceplaten. Dit werd mede gevoed door de cd-serie Mega Dance van Arcade. Deze verzamel-cd's brachten de grootste eurodancehits samen met andere populaire danceplaten en waren razend populair onder de jeugd. In deze periode werden er nog meer series gestart zoals Sonic Dance Power, Yabba-Dabba Dance!, Now Dance en meer. Grote hits uit die periode zijn What is love (Haddaway), Mr. Vain (Culture Beat), Move on baby (Cappella), Omen III (Magic Affair), Dreams (2 Brothers on the 4th Floor), Be my lover (La Bouche), Flying high (Captain Hollywood Project), Captain Jack (Captain Jack) en Coco Jamboo (Mr. President). Naast de standaard eurodance ontstonden er in die periode ook projecten die draaien om een bepaalde thematiek. Zo zijn er western (Rednex), Egypte (Pharao), het Romeinse rijk (Imperio) en soldaten (Captain Jack). Enkele jaren later gingen Aqua en Toy-Box nog verder, door voor ieder nummer een nieuw thema te bedenken.
De populariteit van eurodance vlakte in de late jaren negentig af, maar het genre verdween niet. Latere hits waren Vamos a la playa van Miranda, Yakalelo van Nomads en Bailando van Paradisio. Ook de Vengaboys maakten de ene hit na de andere. In de late jaren negentig werd de combinatie van eurodance en trance steeds populairder. Een van de eersten die hierop sprong, was het Duitse Sash!, dat met gastvocalisten werkte. In Nederland kwam Alice Deejay met deze sound op de proppen. De eurotrance werd vanaf de periode 1999/2000 opgepakt door producer Regi Penxten die met Milk Inc. een Belgische eurotrancesound neerzette. Dit geluid werd in de jaren nul het dominante eurodancegeluid. Vanuit Italië wist Gigi D'Agostino zijn stempel op het genre te drukken. Ook de opkomende hardtrance is een belangrijke voedingsbron voor nieuwe eurodanceacts zoals Brooklyn Bounce. In de periode 2002-2003 werd er een nieuwe trend gezet door platen als Heaven van DJ Sammy en Because the night van Jan Wayne. Dit zorgde voor een hele golf aan covers en remixes van oude nummers.
In de latere jaren nul hadden enkele Oost-Europese acts hits, zoals Dragostea din tei van O-Zone en Kylie van Akcent. Nieuw was ook het Duitse Cascada, dat meerdere hits wist te maken.
Vanaf 2010 begonnen ook acts uit de jaren negentig zoals 2 Unlimited en 2 Brothers on the 4th Floor weer op te treden. Ze vonden een podium op verschillende 90's-nostalgiefeesten die overal georganiseerd worden. Deze worden goed bezocht door de inmiddels volwassen jeugd van de jaren negentig.

## Kenmerken
Eurodance was sinds het begin van de jaren 90 erg populair in voornamelijk Europa, Oceanië en Zuid-Amerika. In Europa vond de stroming massaal navolging via de opkomst van aerobics en vakantiebestemmingen als Ibiza, Chersonissos, Lloret de Mar en Salou. Ook op kermissen en studentenfeesten was het genre populair. Er is duidelijk een gelijkenis merkbaar met happy hardcore en de rave-muziek, die in de jaren 80 en 90 overal ter wereld zeer populair waren. Dit is vooral te horen bij de liedjesteksten, die steeds positief en vredelievend zijn, maar het is ook duidelijk te merken aan de beat en het elektronicagebruik.
Kenmerken van eurodance zijn onder andere simpele, aanstekelijke teksten en refreinen, melodieuze synthesizersounds, afgewisseld door rap. Een ritmische keyboardlijn van vijf akkoorden in 4/4-maat begeleidde vaak de hoofdmelodie. De formatie werd in de jaren 90 niet zelden gevormd door een lichtere zangeres en een donkere rapper. Dit was bijvoorbeeld het geval bij 2 Brothers on the 4th Floor, Captain Jack, Culture Beat en Twenty 4 Seven. In de meeste teksten en muziek waren mediterrane invloeden en referenties naar zon en strand te vinden, waarvan Mr. President, Paradisio en Dance Nation goede voorbeelden zijn. Andere formaties bestonden uit 4- of 5-mansdansformaties met een tactische man-vrouwverdeling en aerobics-achtige choreografie in hun videoclips, zoals Steps en de Vengaboys.
Eind jaren 90 veranderde de eurodance geleidelijk. De rapper verdween en het genre kreeg meer trance-elementen.
Een groep die niet binnen de definitie van mooie blonde vrouw en stoere zwarte rapper valt, maar toch als voorloper van de eurodance gezien kan worden, is Modern Talking.
De muziek kreeg haar naam omdat het erg populair was in Europa en vooral wordt geproduceerd in België, Nederland, Duitsland, Zweden, Italië en Denemarken. Los van de bekendere groepen zijn er honderden kleine eurodanceprojecten. De twee meest succesvolle groepen in dit genre waren het Belgisch/Nederlandse 2 Unlimited en de Nederlandse Vengaboys. Later werden het Belgische Lasgo, Milk Inc. en Sylver populair.
Opmerkelijk is dat ook gothic-act Blutengel in zijn muziekstructuur eveneens vaak terugvalt op de typische eurodancestructuren. Deze catchy structuur wordt dan vervolgens afgewerkt met meer typische alternatieve elementen, die we in genres als EBM en darkwave terugvinden. Deze opmerkelijke overlapping wordt weleens onder de noemer futurepop ondergebracht. Ook rapper Stromae gebruikt in zijn muziek invloeden uit Eurodance. 

### Videoclips
Eurodance-videoclips hadden een aantal kenmerkende elementen. Vaak waren er dansacts van de zangers (of modellen die playbackten), in felgekleurde studio's of open urbane omgevingen zoals stations of parkeergarages met hoog visueel contrast, of weidse, lege natuurscènes.
Electronicbeats beschrijft de cliché-eurodance-videoclip met "stroboscoop-verlichte ravescene, gepixelde jaren '90-computergraphics, en, natuurlijk, een urbane montage: cue het metrostation, lantarenpalen en forenzen." De clip van Pump up the Jam wordt beschreven met "een kleurenschema van briljante rood-, groen- en purpertinten, in een samenhang met dambordachtergronden [...] [Het biedt] een groot inzicht in de kracht van muziekvideo's op uitgaanskleding". Felle, vaak oververzadigde kleurenschema's met eigentijdse uitgaanskleding of outfits die verwijzen naar de Space Age, zoals in Kylie Minogues Can't Get You Out of My Head, met video's die geheel of gedeeltelijk gebruik maakten van opkomende digitale animaties. Grote, soms digitaal vermeerderde dansgroepen komen ook veelvuldig voor, zoals in Destination Calabria.
De muziek is vaak elektronisch gegenereerd, shots van artiesten in geluidsstudio's of van concerten, die veelvuldig voorkomen in andere genres, komen zelden voor bij eurodance.

## Kritiek en waardering
Eurodance is vanaf het begin een omstreden genre geweest. In veel muzikale kringen wordt het genre niet gewaardeerd. Veel fans en artiesten in de dancescene zien het genre als uitverkoop en debilisering van hun genre. Ook op de werkwijze wordt geregeld kritiek geuit. Het beeld van berekenende producers die fabrieksmatig platen maken, waarbij de performers als inwisselbare pionnen fungeren, is in strijd met het ideale plaatje dat velen van popmuziek hebben. In dat opzicht is de kritiek vergelijkbaar met de kritiek die de disco in de jaren zeventig kreeg. Het wordt nogal eens afgedaan als inhoudsloze kermismuziek. De Amsterdamse rapgroep Osdorp Posse geeft eurodance er in 1997 flink van langs in het nummer Biobakmuziek. Ook de Britse band Bis geeft het genre een sneer met het nummer Eurodisco (1998).
Die kritiek wordt later milder naarmate een nieuwe generatie fans van dancemuziek volwassen wordt. Voor veel mensen is eurodance de eerste kennismaking met dancemuziek geweest. Zo geeft Armin van Buuren in 2010 aan dat 2 Unlimited van invloed is geweest in zijn muzikale ontwikkeling.

## Belangrijke artiesten
Niet al deze artiesten (en groepen) zijn strikt genomen pure eurodanceartiesten. Sommigen hebben eurodance gemaakt; anderen profileerden zich meer op raakvlakken van eurodance met andere stromingen. Ook zijn er artiesten die uitstapjes maken naar eurodance. Een voorbeeld is David Guetta, die diverse stijlen produceerde, maar ook enkele eurodancehits maakte. Dat geldt ook voor de Australische danceact Confidence Man, die met de hit Holiday een onvervalste eurodancetrack maakte.

### Eerste generatie
De eerste generatie beslaat artiesten die begonnen in het begin (1990/1991) en actief waren tot ongeveer 1993:
- 2 Brothers on the 4th Floor (Nederland)
- 2 Unlimited (België/Nederland)
- 49ers (Italië)
- B.G. the Prince of Rap (Duitsland)
- Black Box (Italië)
- Cappella (Italië)
- Captain Hollywood Project (Duitsland)
- Culture Beat (Duitsland)
- DJ BoBo (Zwitserland)
- Def Dames Dope (België)
- Dr. Alban (Zweden)
- Double You (Italië)
- Felix (Groot-Brittannië)
- Ice MC (Groot-Brittannië)
- Leila K (Zweden)
- La Bouche (Duitsland)
- Masterboy (Duitsland)
- Melodie MC (Zweden)
- M.C. Sar & the Real McCoy (Duitsland)
- Snap! (Duitsland)
- Sonic Surfers (Nederland)
- Technotronic (België)
- Twenty 4 Seven (Nederland)

### Tweede generatie
Tussen 1993 en 1996 kwam er groot aantal nieuwe artiesten. Veel van deze artiesten waren eendagsvliegen en legden de klemtoon op de pret.
- Amber
- Alexia
- Captain Jack
- CB Milton
- Clock
- Corona
- Double Vision
- E-rotic
- E-Type
- Eclipse
- Haddaway
- Herbie
- JK
- Livin' Joy
- Magic Affair
- Pharao
- Maxx
- Me & My
- Mo-Do
- Mr. President
- Paradisio
- Playahitty
- Prince Ital Joe met Marky Mark
- Real McCoy
- Rednex
- Room 4 2
- Scatman John
- Sin With Sebastian
- T-Spoon
- The Original
- Tony Di Bart
- Whigfield

### Derde generatie
De derde generatie valt in de drie groepen te verdelen. De eerste de gewone eurodance, die vaak wel iets meer neigt naar gewone popmuziek, en voorts vertakkingen: trance/hardtrance (eurotrance) en italohouse/dance. De ondervertakkingen lopen door in de vierde generatie daarom staan ze toch los van de derde generatie:
- 2 Fabiola
- Aqua
- Captain Jack
- Daze
- Da Buzz
- Deuce
- DJ Sammy (met Carisma)
- Gina G
- Kate Ryan
- Kim Kay
- Paradisio
- Sash!
- Steps
- Toy-Box
- Vengaboys

### Eurotrance
Trance-/hardtrance-artiesten die een duidelijk eurodancegeluid en -gevoel hebben worden tezamen meestal onder eurodance gerekend, soms wordt het ook onder de naam eurotrance gerekend, maar dan wordt ook soms de commerciële trancemuziek meegerekend:
- Alice Deejay
- Cascada
- Groove Coverage
- In-Grid
- Jan Wayne
- Lasgo
- Nomansland
- Novaspace
- Milk Inc.
- Sylver
- SQ1

### Italohouse
Eigenlijk is italohouse (ook wel italodance) een eigen genre, een mengeling van italodisco en house. In een aantal landen wordt italohouse ook wel eurohouse genoemd en daarmee ook wel beschouwd als subgenre van de eurodance of zelfs geheel vallend eronder:
- Eiffel 65
- Gala
- Gigi D'Agostino
- Prezioso

Samen met de trance-/hardtrancekant van eurodance beïnvloedden deze artiesten het geluid van de volgende generatie van eurodanceartiesten. Hierdoor is goede grensscheiding niet ook altijd meer mogelijk zoals die bij derde generatie wel nog vaak te maken is.

### Vierde generatie[bron?]
- Akcent
- Ch!pz
- Dance Nation
- Günther
- Kate Ryan
- Noemi
- O-Zone
- Royal Gigolos
- Pakito
- Passion Fruit
- Rollergirl
- September
- Starstylers

### Overlap
Hier onder een lijstje van belangrijke artiesten die een dermate overlap kennen met eurodance of een bepaalde periode kende dat ze vaak onder eurodance worden geschaard;
- Ace of Base
- Alex Party
- ATB
- Basshunter
- Blümchen
- Blutengel
- Confidence Man
- D-Devils
- DJ Visage
- Dune
- Edelweiss (Oostenrijk)
- Fiocco
- General Base
- Jam & Spoon
- N-Trance
- Modern Talking
- Music Instructor
- Robert Miles
- Scooter
- U96
- Urban Cookie Collective

Genres met een grote overlap zijn:
- Hiphouse
- Italodisco
- Hi-NRG
- Trance
- Hardtrance
- Rave
- Techno
- Hardhouse (en hardstyle)
- Happy hardcore
- Futurepop